# Anomobryum werthii
Anomobryum werthii är en bladmossart som beskrevs av Brotherus in Drygalski 1906. Anomobryum werthii ingår i släktet Anomobryum och familjen Bryaceae. Inga underarter finns listade i Catalogue of Life.